# Fano Adriano
Fano Adriano är en ort och kommun i provinsen Teramo i regionen Abruzzo i Italien. Kommunen hade 277 invånare (2018).